# Christian Bonington

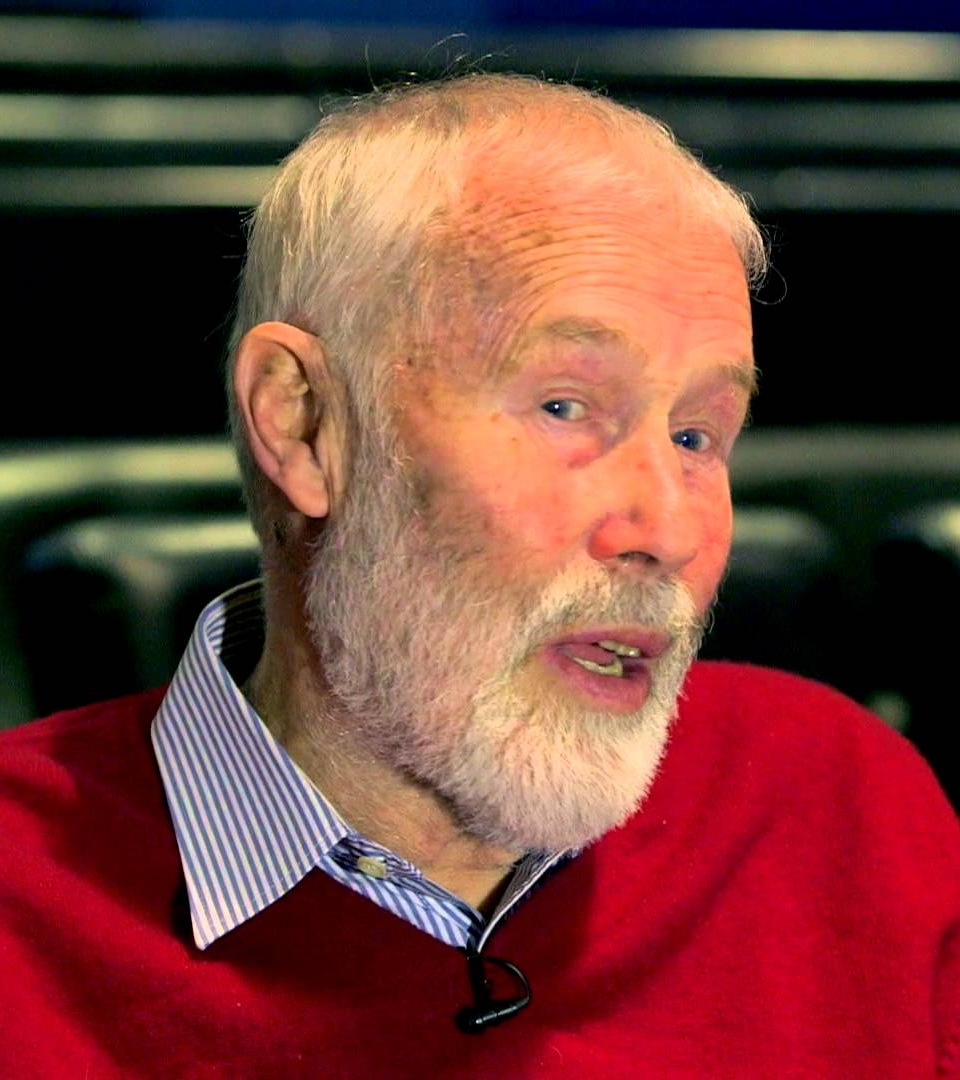
Christian Bonington

Christian Bonington, född 6 augusti 1934 i Hampstead, London, är en brittisk bergsbestigare, bosatt i Caldbeck i Cumbria i Storbritannien. Bonington är en av de mest kända bergsbestigarna och expeditionsledarna genom tiderna.
Han ledde bland annat den framgångsrika Mount Everest-expeditionen 1975, som besteg berget längs den nya South West Face-leden. Toppen bestegs av engelsmännen Doug Scott, Mike Burke, Peter Boardman skotten Dougal Haston och sherpan Sirdar Pertemba. Mike Burke försvinner efter att ha setts precis innan toppen av Boardman och Pertemba.
Sju år senare ledde Bonington en Mount Everest-expedition som hade förhoppningen att bli de första att nå toppen längs hela north east ridge. Bonington själv gav upp sina toppförsök men Joe Tasker och Peter Boardman gjorde ett sista försök men försvann under toppattacken. Kropparna hittades senare. Efter denna händelse lovade Bonington att han aldrig mer skulle försöka bestiga Mount Everest, men det skulle bara dröja tre år innan han var tillbaka för ett sista försök.
När man började planera inför den norska expeditionen till Mount Everest 1985 så sökte man efter en skicklig klättrare som med sina kunskaper om berget skulle kunna hjälpa expeditionen. Arne Næss jr. kontaktade då Bonington som klev in i expeditionen. Den norska Mount Everest-expeditionen 1985 är en av de allra mest lyckade någonsin med 17 toppbestigningar utan missöden. Expeditionen nådde toppen via South East Ridge. Den 21 april stod Bonington på toppen.